# Jana Mačáková
Jana Mačáková (* 8. června 1943 Uherské Hradiště) je česká lékařka a vysokoškolská pedagožka, v letech 2000 až 2006 rektorka Univerzity Palackého.

## Život
Narodila se v roce 1943 v Uherském Hradišti. V roce 1994 se stala 94. děkankou Lékařské fakulty Univerzity Palackého. V letech 2000 až 2006 působila jako 12. rektorka Univerzity Palackého v Olomouci. V roce 2004 zveřejnila publikaci s titulem Patologie.

### Politické působení
V evropských volbách v roce 2004 figurovala jako nominantka strany Evropští demokraté na 8. místě kandidátní listiny subjektu SNK sdružení nezávislých a Evropští demokraté, ale nebyla zvolena. V senátních volbách v roce 2004 kandidovala jako nestranička za Evropské demokraty do Senátu PČR v senátním obvodu č. 61 – Olomouc. Se ziskem 19,46 % hlasů se v 1. kole voleb umístila na třetím místě a do 2. kola voleb tak nepostoupila.